# Пшавская Арагви
Пшавская Арагви (груз. ფშავის არაგვი) — река на севере Грузии, на территории Душетского муниципалитета в краю Мцхета-Мтианети. Главная река исторической области Пшавия. Исток находится на высоте 2895 метров над уровнем моря у горы Большой Борбало на южном склоне Главного Кавказского хребта. Течёт с востока на запад между Пшав-Хевсуретским хребтом на севере и Картлийским хребтом на юге, принимает правый приток Хевсурская Арагви, затем поворачивает на юг и течёт между Гудамакарским хребтом на западе и Картлийским хребтом на востоке, принимает левый приток Чарглула. Впадает в Жинвальское водохранилище на реке Арагви, к северу от посёлка городского типа Жинвали. Площадь бассейна 946 квадратных километров. Длина 56 километров. Среднегодовой расход воды в устье 22,5 м³/сек.